# بیانیه سایبورگ

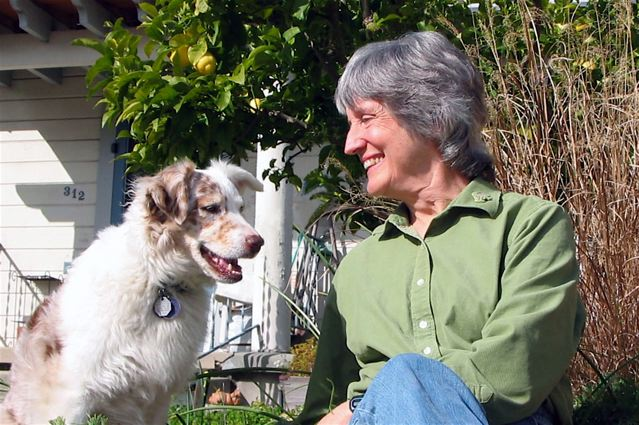
هاراوی در سال ۲۰۰۶

بیانیه سایبورگ (انگلیسی: A Cyborg Manifesto) یک مقاله نوشته شده توسط دونا هاراوی است که در سال ۱۹۸۴ منتشر شده‌است. در آن مقاله مفهوم سایبورگ به عنوان ردّیه‌ای بر مرزبندی‌های سفت و سخت مطرح شد، سایبورگ به ویژه کسانی که مرزبندی «انسان» از «حیوان» و «انسان» از «ماشین» را دنبال می‌کنند، هدف قرار می‌دهد. او می‌نویسد: «سایبورگ رؤیایی از جامعه که روی مدلی از خانواده اندام‌وار بنا شده باشد و تنها این بار بدون پروژه اودیپی (oedipal) باشد نیست. سایبورگ باغ عدن را به رسمیت نمی‌شناسد؛ از گل ساخته نشده‌است و نمی‌تواند در رؤیای بازگشت به گرد و غبار باشد.»
بیاینه سایبورگ مفاهیم سنتی فمینیسم همچون تأکید فمینیست‌ها بر سیاست‌های هویتی را به چالش می‌کشد و به جای آن ائتلاف از طریق علقه را تشویق می‌کند. او از استعاره سایبورگ برای حرکت به ماورای محدودیت‌های سنتی جنسیت، فمینیسم و سیاست استفاده می‌کند و بیانیه سایبورگ یکی از معیارهای توسعه نظریه فراانسانگرایی قلمداد می‌شود.

## کاربردهای سایبورگ
گرچه هاراوی نظریه سایبورگ را به عنوان یک نقد فمینیستی به رشته تحریر درآورد ولی خود وی نیز معترف است که پژوهشگران دیگر و رسانه‌های جمعی مفهوم وی را اخذ و در بافتارهای متفاوتی به کار برده‌اند او از این مسئله آگاه است و پذیرای استفاده‌های مختلف از مفهوم سایبورگ خود است اما می‌گوید «تعداد بسیار اندکی آنچه من از بخش‌های مختلف سایبورگ در نظر دارم را درک می‌کنند.»
مجله وایرد نظریه فمینیستی بودن سایبورگ را نادیده گرفت و در عوض از آن برای نظریه‌پردازی در مورد در هم تنیدگی انسان و فناوری بهره جست. به رغم این هاراوی اشاره می‌کند که محققان جدید فمینیسم نیز «مفهوم سایبورگ را پذیرفته و از آن برای مقاصد خودشان بهره می‌گیرند».